# Чемпіонат світу з футболу серед 17-річних
Чемпіонат світу з футболу серед 17-річних (англ. FIFA U-17 World Cup) — чемпіонат світу серед 17-річних, що відбувається під патронатом ФІФА кожні 2 роки, починаючи з 1985 року.
Перші три турніри відбувались між юнацькими збірними віком до 16 років. 
Аналогічний турнір проводиться і серед дівчат віком до 17 років з 2008 року.

## Формат турніру
Збірні на першому етапі грають по чотири команди в групі. Найкращі збірні на стадії плей-оф виявляють переможця та призерів чемпіонату.
З 1985 по 2005 роки в чемпіонаті брали участь 16 збірних. З 2007 кількість учасників було розширено до 24 збірних.
Матч триває 90 хвилин (два тайми по 45 хвилин), на стадії плей-оф якщо результат матчу в основний час завершився внічию, то призначається додатковий час, в разі нічиєї в додатковий час призначаються пенальті.

## Кваліфікація
Команда-господар кваліфікується автоматично, решта учасників кваліфікуються по континентальних конфедераціях.
| Конфедерація                | Чемпіонат                                             |
| --------------------------- | ----------------------------------------------------- |
| АФК (Азія)                  | Юнацький (U-16) кубок Азії з футболу                  |
| КАФ (Африка)                | Юнацький (U-17) чемпіонат Африки з футболу            |
| КОНКАКАФ (Північна Америка) | Юнацький чемпіонат КОНКАКАФ з футболу (U-17)          |
| КОНМЕБОЛ (Південна Америка) | Юнацький чемпіонат Південної Америки з футболу (U-17) |
| ОФК (Океанія)               | Юнацький чемпіонат ОФК                                |
| УЄФА (Європа)               | Юнацький чемпіонат Європи з футболу (U-17)            |

## Результати

### Чемпіонат світу ФІФА U-16
| Рік             | Країна- організатор | Фінал             | Фінал               | Фінал     | Матч за 3-є місце | Матч за 3-є місце | Матч за 3-є місце |          |
| Рік             | Країна- організатор | Чемпіон           | Рахунок             | 2-е місце | 3-є місце         | Рахунок           | 4-е місце         | Учасники |
| --------------- | ------------------- | ----------------- | ------------------- | --------- | ----------------- | ----------------- | ----------------- | -------- |
| 1985 Докладніше | КНР                 | Нігерія           | 2–0                 | ФРН       | Бразилія          | 4–1               | Гвінея            | 16       |
| 1987 Докладніше | Канада              | СРСР              | 1–1 д.ч. (4–2 пен.) | Нігерія   | Кот-д'Івуар       | 2–1 д.ч.          | Італія            | 16       |
| 1989 Докладніше | Шотландія           | Саудівська Аравія | 2–2 д.ч. (5–4 пен.) | Шотландія | Португалія        | 3–0               | Бахрейн           | 16       |

### Чемпіонат світу ФІФА U-17
| Рік             | Країна- організатор | Фінал    | Фінал               | Фінал     | Матч за 3-є місце | Матч за 3-є місце   | Матч за 3-є місце |          |
| Рік             | Країна- організатор | Чемпіон  | Рахунок             | 2-е місце | 3-є місце         | Рахунок             | 4-е місце         | Учасники |
| --------------- | ------------------- | -------- | ------------------- | --------- | ----------------- | ------------------- | ----------------- | -------- |
| 1991 Докладніше | Італія              | Гана     | 1–0                 | Іспанія   | Аргентина         | 1–1 д.ч. (4–1 пен.) | Катар             | 16       |
| 1993 Докладніше | Японія              | Нігерія  | 2–1                 | Гана      | Чилі              | 1–1 д.ч. (4–2 пен.) | Польща            | 16       |
| 1995 Докладніше | Еквадор             | Гана     | 3–2                 | Бразилія  | Аргентина         | 2–0                 | Оман              | 16       |
| 1997 Докладніше | Єгипет              | Бразилія | 2–1                 | Гана      | Іспанія           | 2–1                 | Німеччина         | 16       |
| 1999 Докладніше | Нова Зеландія       | Бразилія | 0–0 д.ч. (8–7 пен.) | Австралія | Гана              | 2–0                 | США               | 16       |
| 2001 Докладніше | Тринідад і Тобаго   | Франція  | 3–0                 | Нігерія   | Буркіна-Фасо      | 2–0                 | Аргентина         | 16       |
| 2003 Докладніше | Фінляндія           | Бразилія | 1–0                 | Іспанія   | Аргентина         | 1–1 д.ч. (5–4 пен.) | Колумбія          | 16       |
| 2005 Докладніше | Перу                | Мексика  | 3–0                 | Бразилія  | Нідерланди        | 2–1                 | Туреччина         | 16       |

### Кубок світу ФІФА U-17
| Рік             | Країна- організатор | Фінал                             | Фінал                             | Фінал                             | Матч за 3-є місце | Матч за 3-є місце | Матч за 3-є місце |          |
| Рік             | Країна- організатор | Чемпіон                           | Рахунок                           | 2-е місце                         | 3-є місце         | Рахунок           | 4-е місце         | Учасники |
| --------------- | ------------------- | --------------------------------- | --------------------------------- | --------------------------------- | ----------------- | ----------------- | ----------------- | -------- |
| 2007 Докладніше | Південна Корея      | Нігерія                           | 0–0 д.ч. (3–0 пен.)               | Іспанія                           | Німеччина         | 2–1               | Гана              | 24       |
| 2009 Докладніше | Нігерія             | Швейцарія                         | 1–0                               | Нігерія                           | Іспанія           | 1–0               | Колумбія          | 24       |
| 2011 Докладніше | Мексика             | Мексика                           | 2–0                               | Уругвай                           | Німеччина         | 4–3               | Бразилія          | 24       |
| 2013 Докладніше | ОАЕ                 | Нігерія                           | 3–0                               | Мексика                           | Швеція            | 4–1               | Аргентина         | 24       |
| 2015 Докладніше | Чилі                | Нігерія                           | 2–0                               | Малі                              | Бельгія           | 3–2               | Мексика           | 24       |
| 2017 Докладніше | Індія               | Англія                            | 5–2                               | Іспанія                           | Бразилія          | 2–0               | Малі              | 24       |
| 2019 Докладніше | Бразилія            | Бразилія                          | 2–1                               | Мексика                           | Франція           | 4–1               | Нідерланди        | 24       |
| 2021 Докладніше | Перу                | Скасовано через пандемію COVID-19 | Скасовано через пандемію COVID-19 | Скасовано через пандемію COVID-19 |                   |                   |                   | 24       |
| 2023 Докладніше | Індонезія           | Німеччина                         | 2–2 д.ч. (4–3 пен.)               | Франція                           | Малі              | 3–0               | Аргентина         | 24       |
| 2025 Докладніше | Катар               |                                   |                                   |                                   |                   |                   |                   | 48       |
| 2026 Докладніше | Катар               |                                   |                                   |                                   |                   |                   |                   | 48       |
| 2027 Докладніше | Катар               |                                   |                                   |                                   |                   |                   |                   | 48       |
| 2028 Докладніше | Катар               |                                   |                                   |                                   |                   |                   |                   | 48       |
| 2029 Докладніше | Катар               |                                   |                                   |                                   |                   |                   |                   | 48       |

## Переможці і призери
| Країна            | Чемпіон                          | 2-е місце                  | 3-є місце            | 4-е місце            |
| ----------------- | -------------------------------- | -------------------------- | -------------------- | -------------------- |
| Нігерія           | 5 (1985, 1993, 2007, 2013, 2015) | 3 (1987, 2001, 2009)       |                      |                      |
| Бразилія          | 4 (1997, 1999, 2003, 2019)       | 2 (1995, 2005)             | 2 (1985, 2017)       | 1 (2011)             |
| Гана              | 2 (1991, 1995)                   | 2 (1993, 1997)             | 1 (1999)             | 1 (2007)             |
| Мексика           | 2 (2005, 2011)                   | 2 (2013, 2019)             |                      | 1 (2015)             |
| Німеччина         | 1 (2023)                         | 1 (1985)                   | 2 (2007, 2011)       | 1 (1997)             |
| Франція           | 1 (2001)                         | 1 (2023)                   | 1 (2019)             |                      |
| СРСР              | 1 (1987)                         |                            |                      |                      |
| Саудівська Аравія | 1 (1989)                         |                            |                      |                      |
| Швейцарія         | 1 (2009)                         |                            |                      |                      |
| Англія            | 1 (2017)                         |                            |                      |                      |
| Іспанія           |                                  | 4 (1991, 2003, 2007, 2017) | 2 (1997, 2009)       |                      |
| Малі              |                                  | 1 (2015)                   | 1 (2023)             | 1 (2017)             |
| Шотландія         |                                  | 1 (1989)                   |                      |                      |
| Австралія         |                                  | 1 (1999)                   |                      |                      |
| Уругвай           |                                  | 1 (2011)                   |                      |                      |
| Аргентина         |                                  |                            | 3 (1991, 1995, 2003) | 3 (2001, 2013, 2023) |
| Нідерланди        |                                  |                            | 1 (2005)             | 1 (2019)             |
| Кот-д'Івуар       |                                  |                            | 1 (1987)             |                      |
| Португалія        |                                  |                            | 1 (1989)             |                      |
| Чилі              |                                  |                            | 1 (1993)             |                      |
| Буркіна-Фасо      |                                  |                            | 1 (2001)             |                      |
| Швеція            |                                  |                            | 1 (2013)             |                      |
| Бельгія           |                                  |                            | 1 (2015)             |                      |
| Колумбія          |                                  |                            |                      | 2 (2003, 2009)       |
| Гвінея            |                                  |                            |                      | 1 (1985)             |
| Італія            |                                  |                            |                      | 1 (1987)             |
| Бахрейн           |                                  |                            |                      | 1 (1989)             |
| Катар             |                                  |                            |                      | 1 (1991)             |
| Польща            |                                  |                            |                      | 1 (1993)             |
| Оман              |                                  |                            |                      | 1 (1995)             |
| США               |                                  |                            |                      | 1 (1999)             |
| Туреччина         |                                  |                            |                      | 1 (2005)             |